# Head Job
Head Job – pierwszy solowy album Phila Rudda, perkusisty rockowego zespołu AC/DC, wydany w 2014 roku.

## Lista utworów
1. "Head Job" – 3:35
2. "Sun Goes Down" – 2:51
3. "The Other Side " – 4:31
4. "Crazy" – 3:53
5. "Lonely Child" – 4:03
6. "Lost in America" – 3:43
7. "No Right" – 4:08
8. "Bad Move" – 2:41
9. "When I Get My Hands On You" – 4:06
10. "Repo Man" – 3:23
11. "40 Days" – 3:34

## Wykonawcy
- Phil Rudd – bębny, instrumenty perkusyjne, wokal
- Allan Badger – gitara basowa, wokal
- Geoffrey Martin – gitara